# Romano Sgheiz
Romano Sgheiz (ur. 28 czerwca 1937 w Colico) – włoski wioślarz, dwukrotny medalista olimpijski.
Wystąpił na igrzyskach olimpijskich w Melbourne w 1956, gdzie Włosi w składzie: Alberto Winkler, Romano Sgheiz, Angelo Vanzin, Franco Trincavelli i Ivo Stefanoni (sternik) zdobyli złoty medal w czwórkach ze sternikiem. W wyścigu finałowym o 3 sekundy wyprzedzili osadę Szwecji i o 11,5 sekundy osadę Finlandii. Na rozgrywanych cztery lata późnej igrzyskach olimpijskich w Rzymie w tej samej konkurencji zajął trzecie miejsce. W finale Fulvio Balatti, Romano Sgheiz, Franco Trincavelli, Giovanni Zucchi i Ivo Stefanoni stracili 4,60 sekundy do osady Wspólnej Reprezentacji Niemiec i 2,10 sekundy do osady Francji. Następnie wystąpił w czwórkach bez sternika podczas igrzysk olimpijskich w Tokio w 1964, jednak Włosi zajęli ostatecznie piąte miejsce. Brał też udział w igrzysk olimpijskich w Meksyku w 1968, ponownie startując w czwórkach ze sternikiem. Włosi awansowali do finału, w którym zajęli czwarte miejsce. Walkę o podium przegrali ze Szwajcarią o 0,50 sekundy.
W czwórkach ze sternikiem zdobył też brązowy medal na mistrzostwach Europy w Bledzie (1956). Ponadto zwyciężał w ósemkach na mistrzostwach Europy w Duisburgu (1957), mistrzostwach Europy w Poznaniu (1958) i mistrzostwach Europy w Pradze (1961). Zdobył również dwa medale w czwórkach bez sternika: srebro na mistrzostwach Europy w Kopenhadze (1963) i mistrzostwach Europy w Amsterdamie (1964).
W 1963 zdobył złoto w czwórkach bez sternika na igrzyskach śródziemnomorskich w Neapolu.
Odznaczony złotym medalem Włoskiego Narodowego Komitetu Olimpijskiego.
Jego brat Luciano również był wioślarzem. Płynął z nim w jednej osadzie na igrzyskach olimpijskich w 1964 i 1968.